# Cinara fresai
Cinara fresai är en insektsart som beskrevs av Blanchard 1939. Cinara fresai ingår i släktet Cinara och familjen långrörsbladlöss. Inga underarter finns listade i Catalogue of Life.